# Nomindra berrimah
Nomindra berrimah là một loài nhện trong họ Gnaphosidae.
Loài này thuộc chi Nomindra. Nomindra berrimah được Norman I. Platnick & Barbara Baehr miêu tả năm 2006.